# Faggete di Pamparato, Tana del Forno, Grotta delle Turbiglie e Grotte di Bossea
Faggete di Pamparato, Tana del Forno, Grotta delle Turbiglie e Grotte di Bossea este o arie protejată (arie specială de conservare — SAC, sit de importanță comunitară — SCI) din Italia întinsă pe o suprafață de 2.940 ha, integral pe uscat.

## Localizare
Centrul sitului Faggete di Pamparato, Tana del Forno, Grotta delle Turbiglie e Grotte di Bossea este situat la coordonatele 44°15′55″N 7°52′13″E / 44.265278°N 7.870278°E.

## Înființare
Situl Faggete di Pamparato, Tana del Forno, Grotta delle Turbiglie e Grotte di Bossea a fost declarat sit de importanță comunitară în septembrie 1995 pentru a proteja 8 specii de animale. Situl a fost protejat și ca arie specială de conservare în februarie 2017.

## Biodiversitate
Situată în ecoregiunea alpină, aria protejată conține 12 habitate naturale: Mlaștini turboase de tranziție și turbării mișcătoare, Pante stâncoase silicioase cu vegetație casmofită, Pante stâncoase calcaroase cu vegetație casmofită, Fânețe de joasă altitudine (Alopecurus pratensis, Sanguisorba officinalis), Fânețe montane, Păduri de fag Asperulo-Fagetum, Formațiuni ierboase bogate în specii de Nardus, dezvoltate pe substraturi silicioase în zone montane (și în zone submontane, în Europa continentală), Păduri de fag Luzulo-Fagetum, Peșteri inaccesibile publicului, Pajiști uscate seminaturale și facies de acoperire cu tufișuri pe substraturi calcaroase (Festuco-Brometalia) (* situri importante pentru orhidee), Păduri aluvionare cu Alnus glutinosa și Fraxinus excelsior (Alno-Padion, Alnion incanae, Salicion albae), Păduri de Castanea sativa.
La baza desemnării sitului se află mai multe specii protejate:
- păsări (2): șerpar (Circaetus gallicus), viespar (Pernis apivorus)
- amfibieni (1): Speleomantes strinatii
- mamifere (4): liliac cârn (Barbastella barbastellus), liliac cărămiziu (Myotis emarginatus), liliacul mare cu potcoavă (Rhinolophus ferrumequinum), liliacul mic cu potcoavă (Rhinolophus hipposideros)
- nevertebrate (1): Austropotamobius pallipes

Pe lângă speciile protejate, pe teritoriul sitului au mai fost identificate 29 de specii de plante, 5 specii de amfibieni, 7 specii de mamifere, 10 specii de nevertebrate, 6 specii de reptile.